# Oulobophora
Oulobophora is een geslacht van vlinders van de familie spanners (Geometridae), uit de onderfamilie Larentiinae.

## Soorten
- O. externaria (Herrich-Schäffer, 1848)
- O. externata
- O. internata (Pungeler, 1888)